# Anders Hansen Nøhr
Anders Hansen Nøhr (født 2. april 1858 i Keldby, død 4. marts 1925) var en dansk lærer og politiker for Det Radikale Venstre. Han var medlem af Folketinget fra 1913 til 1920.
A.H. Nøhr blev født i Keldby på Møn. Han var søn af folketingsmand og gårdejer Hans Jørgen Andersen Nøhr. Han læste til lærer på Gedved Seminarium fra 1877 til 1879 og blev ansat som lærer i Torslunde i Kundby Sogn vest for Holbæk i 1883.
A.H. Nøhr var medlem af bestyrelsen for De fattiges Kasse fra 1892 til 1895 og blev sognerådsmedlem i Kundby Sogn i 1895. Han var formand for sognets sygekasse fra 1901. Han var også medlem af Værgerådet og formand for Lærernes Understøttelsesforening for Holbæk Amt i adskillelige år.
Han stillede op til folketingsvalget 1913 i Holbækkredsen som kandidat for Det Radikale Venstre som afløser for redaktør Ove Rode som havde tabt valget i 1910 i kredsen til Mads Pedersen Tange og efterfølgende blevet genvalgt til Folketinget ved et suppleringsvalg i 1910 Kalundborgkredsen. Nøhr vandt Holbækkredsens folketingsmandat og blev genvalgt ved valgene i 1915 og 1918. Han genopstillede ikke i april 1920.